# Bill Woodrow

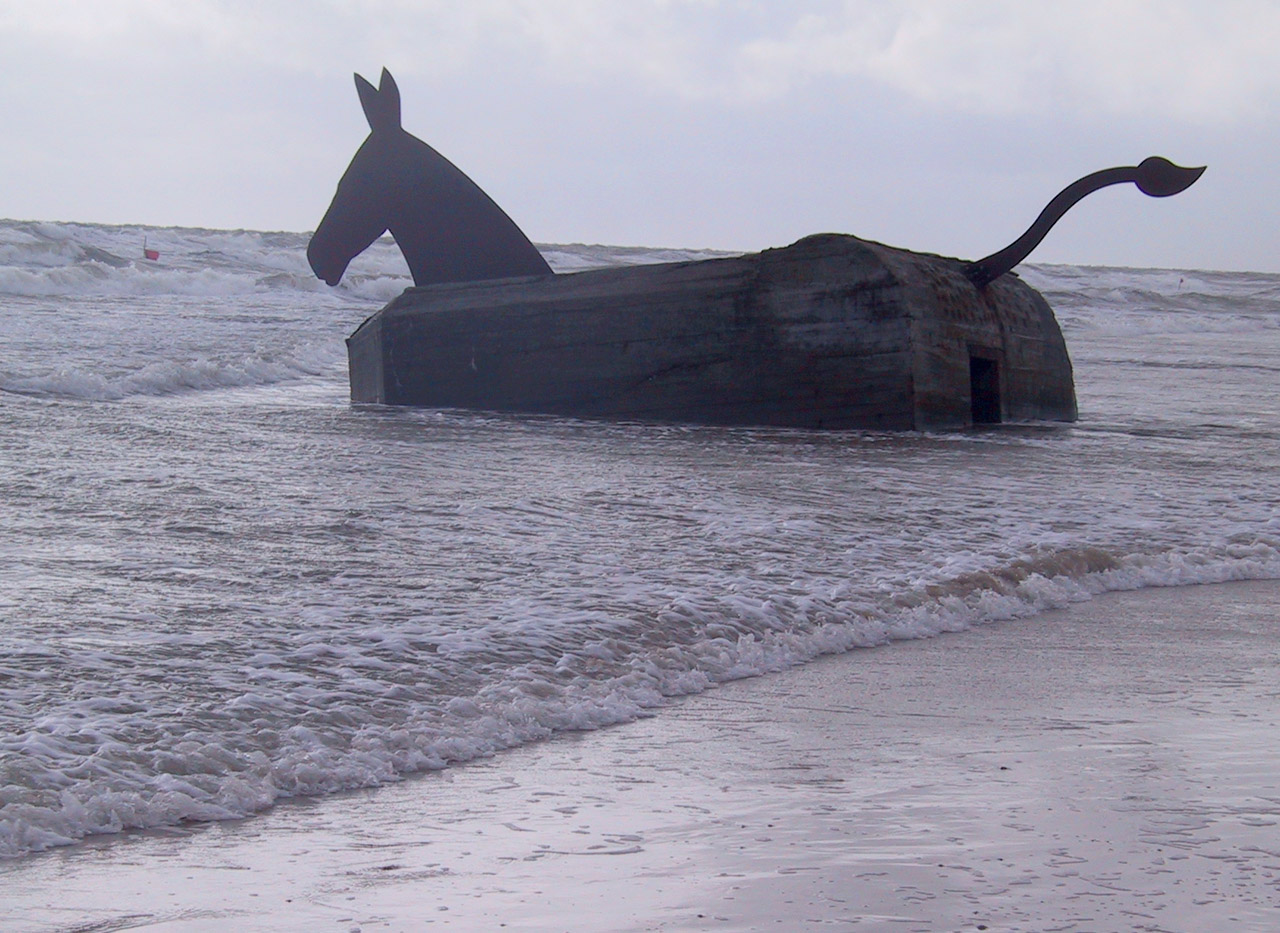
Sculpture Bunker/Mule (1995), sur la plage de Blåvand-Oksby au Danemark

Bill Woodrow est un sculpteur britannique né le 1er novembre 1948 près de Henley-on-Thames, Oxfordshire. Il vit et travaille à Londres.

## Biographie
Il est devenu célèbre dans les années 1980. Il appartient au mouvement de la New British Sculpture avec Tony Cragg, Richard Deacon, Anthony Gormley et Anish Kapoor.
Bill Woodrow travaille avec Richard Deacon au CIRVA (Centre International de Recherche sur le Verre et les Arts plastiques), centre d’art contemporain à Marseille, entre 2006 et 2008. 

## Prix et distinctions
- 2003-2008 : Directeur de la University of the Arts de Londres
- 2002 : Élu à la Royal Academy of Arts
- 1988 : Remporte le Prix Anne Gerber du musée d'Art de Seattle
- 1986 : Finaliste du Prix Turner

## Expositions
- 2012, exposition collective d’œuvres de la collection du CIRVA, dont celles de Bill Woodrow avec Richard Deacon, La tentation du verre, château de Villeneuve – Fondation Émile Hugues, Vence.
- 2008, exposition personnelle d'œuvres réalisées avec Richard Deacon au CIRVA, On the Rocks, Bloomberg Space, Londres.
- 1983, exposition collective, « Best Of »[2], Le Consortium, Dijon

## Quelques œuvres
Sculpture
- 1981 (pièces uniques) :
  - Twin Tub with Guitar, machine à laver (guitare découpée dans la tôle), 76 x 89 x 66 cm
  - Twin Tub with Chainsaw, machine à laver (tronçonneuse découpée dans la tôle), 76 x 81 x 150 cm
  - Single Tub with Machine Gun, machine à laver (arme découpée dans la tôle)
  - Twin Tub with Beaver, machine à laver
  - Car Door, Ironing Board and Twin-Tub with North American Indian Headdress, portière de voiture, planche à repasser, machine à laver, peinture émaillée.
- 1982, Bucket, Mop and Lobster, seau, balai à franges, peinture émaillée (un seau en zinc découpé d'où sort une grosse écrevisse), 120 x 45 x 60 cm (photo de l’œuvre au musée d'art de Toulon en 2009).
- 1995, Bunker/Mule, le long de la plage à Blåvand-Oksby au Danemark. Des têtes et des queues de chevaux en acier sont montés sur des bunkers en béton faisant partie du mur de l'Atlantique. Selon la marée, les sculptures sont sur le rivage ou immergées dans la mer.

Dessins, peintures
- 2010, série Insect, pollen, médium, peinture à l'huile, encre sur papier

Estampes, gravures
- 2008, Kestrel, gravure à la pointe sèche imprimée sur papier 28 x 42 cm, 25 exemplaires plus 4